# Ruta (fútbol americano)
Una ruta en el fútbol americano es el camino o patrón que sigue un receptor, tight end, o un Back (running back o fullback) para desmarcarse y poder atrapar un pase.  

## Lista de rutas comunes
- Ruta Curl, también llamada "ruta de gancho"
- Ruta Drag, también llamada "ruta hacia adentro"
- Ruta Corner, también llamada "ruta de bandera"
- Ruta Fly, también llamada "ruta recta"
- Ruta Hitch
- Ruta Out, también llamada "ruta hacia afuera"
- Ruta Post, también llamada "ruta de poste"
- Ruta Slant
- Ruta Wheel
- Ruta Flat